# Revilo Oliver
Revilo Pendleton Oliver, född 7 juli 1908 i Corpus Christi, Texas, död 20 augusti 1994 i Urbana, Illinois, var en amerikansk författare och professor i klassisk filologi, spanska och italienska vid University of Illinois at Urbana-Champaign. Han skrev och verkade under större delen av sitt liv framförallt för vit nationalism och antikommunism.
1964 blev Oliver kallad att vittna inför Warrenkommissionen efter att ha skrivit en artikel, Marxmanship in Dallas, om mordet på John F. Kennedy för tidskriften American Opinion.
Namnet Revilo Oliver är en palindrom. Oliver var sjätte generationen i sin familj med namnet Revilo.

## Urval av arbeten
- The Little Clay Cart, University of Illinois, 1938
- Niccolò Perotti's translations of the Enchiridion, University of Illinois, 1940
- History and Biology, Griff Press, 1963
- All America must know the terror that is upon us, 1966
- Conspiracy or degeneracy?, Power Products, 1967
- Christianity and the survival of the West, Howard Allen, 1978
- America's Decline: The Education of a Conservative, Londinium Press, 1981
- The Enemy of Our Enemies, Liberty Bell Publications, 1981
- "Populism" and "Elitism", Liberty Bell Publications, 1982
- The Yellow Peril, Liberty Bell Publications, 1983
- Reflections on the Christ Myth, Historical Review Press, 1994, postumt
- The Origins of Christianity, Historical Review Press, 2001, postumt
- The Jewish Strategy, Palladian Books, 2002, postumt
- Against the Grain, Liberty Bell Publications, 2004, postumt